# Jonathan Firth
Jonathan Stephen Firth, född 6 april 1967 i Brentwood, Essex, är en brittisk skådespelare.

## Rollista i urval
- 1992 – Riddarna på Covington Cross (TV-serie) (13 avsnitt)
- 1992 – Svindlande höjder
- 1995 – Poirot (TV-serie) (1 avsnitt)
- 1997 – Morden i Midsomer (TV-serie) (1 avsnitt)
- 1998 – En idealisk äkta man
- 1998 – Far from the Madding Crowd (TV-serie) (4 avsnitt)
- 2000 – Six-Pack: Jakten på en mördare
- 2002 – Kommissarie Lynley (TV-serie) (1 avsnitt)
- 2003 – Cyankalium och champagne (TV-film)
- 2003 – Luther
- 2006 – Ghost Whisperer (TV-serie) (1 avsnitt)
- 2022 – Anatomy of a Scandal (miniserie)